# Arctosa serii
Arctosa serii là một loài nhện trong họ Lycosidae.
Loài này thuộc chi Arctosa. Arctosa serii được Roth & Brown miêu tả năm 1976.